# قصر الشواطر (عين الشواطر)
قصر الشواطر هي إحدى مشيخات المملكة المغربية، تتبع جغرافيا لإقليم فكيك وإداريًا لعين الشواطر. يقدر عدد سكانها بـ 256 نسمة حسب الإحصاء الرسمي للسكان والسكنى لسنة 2004.